# 남부큰도깨비쥐
남부큰도깨비쥐(Cricetomys ansorgei)는 붉은숲쥐과에 속하는 설치류의 일종이다. 아프리카 남부의 주로 열대 지역, 특히 짐바브웨와 케냐, 탄자니아, 잠비아 그리고 콩고민주공화국에 널리 분포한다. 국제 자연 보전 연맹의 IUCN 적색 목록은 감비아도깨비쥐의 이명으로 간주하고 있다.

## 이명
다수의 이명이 존재한다.
- Cricetomys adventor Thomas and Wroughton, 1907
- Cricetomys cosensi Hinton, 1919
- Cricetomys cunctator Thomas and Wroughton, 1908
- Cricetomys elgonis Thomas, 1910
- Cricetomys enguvi Heller, 1912
- Cricetomys haagneri Roberts, 1926
- Cricetomys kenyensis Osgood, 1910
- Cricetomys luteus Dollman, 1911
- Cricetomys microtis Lönnberg, 1917
- Cricetomys osgoodi Heller, 1912
- Cricetomys raineyi Heller, 1912
- Cricetomys selindensis Roberts, 1946
- Cricetomys vaughanjonesi St. Leger, 1937
- Cricetomys viator Thomas, 1904